# Conseil supérieur des beaux-arts
Le Conseil supérieur des beaux-arts, abrégé CSBA, est une instance de la politique culturelle française ayant existé entre 1875 et 1940, sous la Troisième République, en France.

## Histoire
Le Conseil supérieur des beaux-arts est institué par le décret en date du 22 mars 1875 et est placé près le ministère de l'Instruction publique, des Cultes et des Beaux-Arts. L'activité du Conseil supérieur des beaux-arts a subi des intensités différentes au cours de son histoire. Durant sa première trentaine d'années d'existence, il intervient dans les nombreux domaines de la vie artistique et guide la politique culturelle française par des projets de lois que le Parlement fait souvent aboutir. En 1887, la périodicité de ses réunions est supprimée en même temps que sont modifiées ses attributions, rendues élargies mais de fait plus floues. Son activité commence à décroître à partir de 1892 avec des séances perdant en fréquence et des marches de manœuvre qui se montrent plus limitées, concomitantes à l'éclosion de commissions et sous-commissions (avec, certes, des membres repris du CSBA) qui s'occupent en particulier de l'acquisition des œuvres d'art. Pour décrire le CSBA, Marie-Claude Genet-Delacroix affirme en 1992 que « nous sommes donc en présence d'une structure institutionnelle dynamique, qui va évoluer en fonction des nécessités politiques ». Promulguée sous l'Occupation, la loi du 12 juillet 1940 ayant trait à la suspension de toutes les dispositions prévoyant l'avis d'un organisme consultatif enterre définitivement le CSBA.